# Graf DK 61

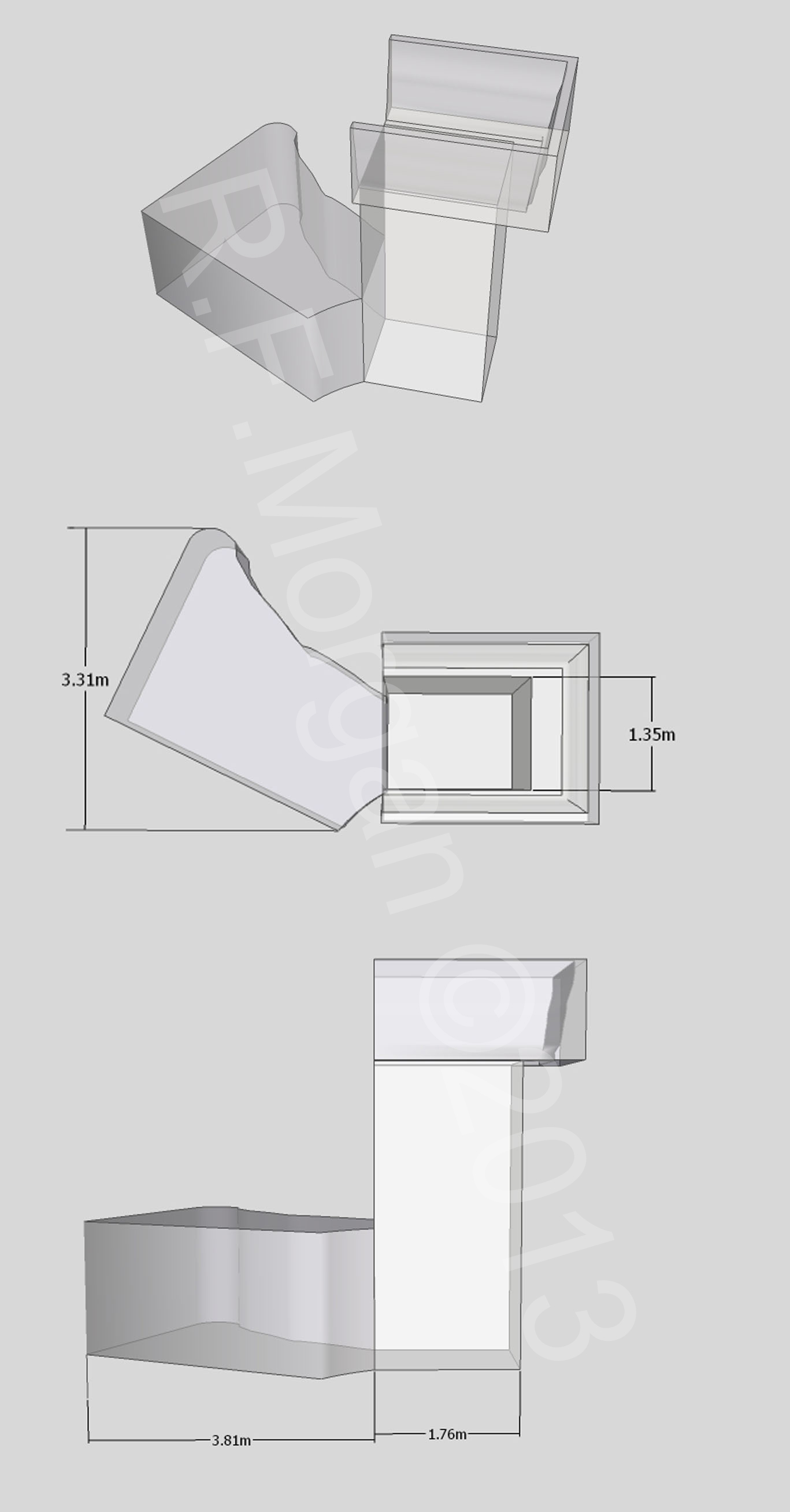
Schematische weergave van graf DK 61

Graf DK 61 is een ongebruikt graf uit de Vallei der Koningen en ligt op 180 meter hoogte. Het graf werd ontdekt in januari 1910 door Harold Jones, maar bleek leeg en ongebruikt te zijn. Het is tot op heden onduidelijk of het graf diende om een farao in te begraven of niet.